# Radioåret 1921

## Händelser

### Januari
- 3 januari - Den första muntliga väderprognosen sänds av radiostationen 9XM vid University of Wisconsin, Madison, USA. Man har sänt väderbulletiner med morsekod sedan 1917.[1].

### April
- 11 april - Världens första sportsändning någonsin i radio sänds över stationen KDKA i USA av Florent Gibson från tidningen Pittsburg Star. Evenemanget är en boxningsmatch mellan Johnny Ray och Johnny Dundee vid Motor Square, Pittsburgh.[2]

### Juni
- 18 juni - I Ryssland börjar nyheter sändas via etablerade offentliga högtalare [3].

### Juli
- 12 juli - I samband med Luleåutställningens invigning startade Bodensändaren programutsändningar, som kunde höras under utställningen. Dessa var de första offentliga utsändningarna i Norden, och pågick under en månads tid. Enstaka sändningar fortsatte under de följande åren.[4]

### Augusti
- 5 augusti – I USA sänds för första gången en basebollmatch direkt i radio när Pittsburgh Pirates besegrar Philadelphia Phillies med 8-5.

### November
- 18 november – Sex medlemmar av Radio Club of America beslutar att bygga en testsändare, vars signaler skall räcka till Europa.[5]

### Okänt datum
- I USA får delstaterna Colorado, Florida, Illinois, Indiana, Kalifornien, Kentucky, Missouri, Nebraska, New Jersey och Oklahoma sina första radiostationer.

## Födda
- 15 maj - Lars-Erik Samuelsson, svensk trädgårdskonsulent känd från Trädgårdsdags

### Fotnoter
1. ↑  The Shell Book of Firsts, 1983. p. 200
2. ↑  The Shell Book of Firsts, 1983. p. 149
3. ↑  Gijsbert Hinnen: „Internationale Rundfunk- und Fernseh-Chronik“ Arkiverad 27 december 2016 hämtat från the Wayback Machine.
4. ↑  Från radioklubbar till distriktskontor Artikel av Håkan Unsgaard i SR:s årsbok 1964.
5. ↑  Radio Club of America: „1921 – Club Station 1BCG and the Transatlantic Tests“ Arkiverad 27 juli 2011 hämtat från the Wayback Machine.